# Paris School of Business
Paris School of Business (dawniej ESG Management School) – europejska szkoła biznesowa posiadająca dwa kampusy: w Paryżu oraz w  Rennes. Został założony w 1974 roku. We Francji posiada status grande école.
Programy studiów realizowane przez PSB posiadają potrójną akredytację przyznaną przez AMBA, IACBE oraz CGE. Wśród absolwentów tej uczelni znajdują się między innymi: dyrektor domu mody Publicis Events Franck Louvrier i piosenkarz Vianney.